# Hypopygus
Genre
Hypopygus est un genre de poissons de la famille des Hypopomidae.

## Distribution
Les espèces de ce genre se rencontrent en Amérique du Sud.

## Description
Ce sont des poissons électriques.

## Liste des espèces
Selon FishBase (4 juin 2010) :
- Hypopygus lepturus Hoedeman, 1962
- Hypopygus neblinae Mago-Leccia, 1994

## Référence
- Hoedeman, 1962 : Notes on the ichthyology of Surinam and other Guianas. 11. New gymnotoid fishes from Surinam and French Guiana, with additional records and a key to the groups and species from Guiana. Bulletin of Aquatic Biology, vol. 3, n. 30, p. 97-108.